# ريتشارد بيترز (سياسي)
ريتشارد بيترز (بالإنجليزية: Richard Peters) هو محامي وقاضي وسياسي أمريكي، ولد في 22 يونيو 1744 في الولايات المتحدة، وتوفي في 22 أغسطس 1828. انتخب عضو مجلس نواب بنسيلفانيا.